# Kamieńczyce (gromada)
Kamieńczyce – dawna gromada, czyli najmniejsza jednostka podziału terytorialnego Polskiej Rzeczypospolitej Ludowej w latach 1954–1972.
Gromady, z gromadzkimi radami narodowymi (GRN) jako organami władzy najniższego stopnia na wsi, funkcjonowały od reformy reorganizującej administrację wiejską przeprowadzonej jesienią 1954 do momentu ich zniesienia z dniem 1 stycznia 1973, tym samym wypierając organizację gminną w latach 1954–1972.
Gromadę Kamieńczyce z siedzibą GRN w Kamieńczycach utworzono 1 stycznia 1969 w powiecie kazimierskim w woj. kieleckim z obszarów zniesionych gromad Sieradzice i Głuchów; równocześnie do gromady Kamieńczyce przyłączono wieś Skorczów ze zniesionej gromady Donosy.
Gromada przetrwała do końca 1972 roku, czyli do kolejnej reformy gminnej.